# Селезнёв, Сергей Ростиславович
Сергей Ростиславович Селезнёв (род. 20 июля 1991 года) — российский пловец в ластах.

## Карьера
Сергей несколько лет занимался плаванием, откуда и перешёл в подводный спорт. Тренируется в Пермском СШП «БМ» под руководством ЗТР Брезгина Сергея Валентиновича и тренера Пыжовой Марии Александровны. В 2012году Сергей выполнил норматив МСМК. В 2016 году Сергею присвоено звание Заслуженный мастер спорта России по подводному спорту.
Двукратный чемпион мира, обладатель мирового рекорда на 100-метровке. Победитель и призёр ряда национальных и международных турниров.